# Вяземське міське поселення (Хабаровський край)
Вя́земське міське поселення (рос. Вяземское городское поселение) — сільське поселення у складі Вяземського району Хабаровського краю Росії.
Адміністративний центр та єдиний населений пункт — місто Вяземський.

## Населення
Населення сільського поселення становить 12889 осіб (2019; 14555 у 2010, 15760 у 2002).